# زرشک نوین
زرشک نِوین (نام علمی: Mahonia nevinii) نام یک گونه از سرده ماهونیا است.
این گیاه بومی کالیفرنیای جنوبی است ولی در جنگل‌های بلوط کوتاه و زمین‌های کوهپایه‌ای آن کشور نیز به صورت وحشی یافت می‌شود. این گیاه در لیست گیاهان در خطر انقراض نیز می‌باشد.